# Le Tournesol (Saint-Phalle)
Pour les articles homonymes, voir Le Tournesol.
 (décembre 2011).
Le Tournesol est un roman de Thérèse de Saint-Phalle paru en 1968 aux éditions Gallimard.

## Résumé
Pauline, étudiante en droit, devient l'épouse de son professeur, Charles Sommerly, de 15 ans son aîné. Elle bifurque vers la médecine et devient psychanalyste. Elle habite avec son mari dans le petit logement parisien de sa belle mère, trop âgée pour rester seule, ou dont son mari n'a pas réussi à s'éloigner. Son mari, un soir, ne rentre pas à l'heure attendue. Elle le soupçonne d'une liaison. Puis il refuse de la laisser l'accompagner alors qu'il doit se rendre à un colloque à Florence, sur le droit international, sa spécialité. Elle choisit de passer ses propres vacances dans la famille d'un de ses jeunes patients, dont les parents veulent faire sa connaissance. Les de Feux habitent un château familial où le père, Pierre de Feux, mène une vie de propriétaire terrien. Elle découvre cette famille dont elle n'avait connaissance qu'au travers des récits de Marc, son patient, dont la mère, Marie-Savine, est décédée et dont le père s'est remarié avec Françoise, qui s'est mieux adaptée à cette existence à la campagne, et qui s'entend mieux avec la sœur aînée de Pierre, Lucile, une vieille fille qui s'occupe de domaine. Pierre tente de faire la conquête de Pauline, qui ne cède pas. La vision de Françoise en mère de famille nombreuse parfaitement épanouie lui rend plus amère le fait de n'avoir elle-même pas pu avoir d'enfant.  Elle rentre à Paris. Elle retrouve son mari, qui manifestement la délaisse. Elle trouve dans une de ses poches une photo où il est en compagnie d'une jeune femme, sans parvenir à obtenir d'explication claire. Elle préfère passer outre. Elle se rend à un colloque sur la douleur, à Bruxelles, où elle rencontre un inconnu dans la rue, qui lui offre, de manière impromptue, un bouquet de tournesol. Elle le retrouve comme conférencier et ils font connaissance après qu'elle a écouté son intervention. Il fait le siège de son hôtel. Elle le repousse. Le livre s'achève sur ses interrogations quant à la journée du lendemain, où elle doit le revoir avant de prendre l'avion pour Paris.

## Symbolique
Les tournesols sont présents en plusieurs endroits du livre. Pauline a placé au-dessus du divan de son cabinet le tableau de Van Gogh, Les Tournesols. Ces fleurs sont pour elle le symbole de la recherche, par ses patients, d'un peu de lumière ou de chaleur humaine. Chez les de Feux, elle est comme fascinée par la vision d'un parterre de tournesol. A Bruxelles, l'inconnu lui offre la totalité des tournesols d'un marchand de fleurs, après qu'elle lui ai répondu que c'était ses fleurs préférées.